# بیگ فلوپا

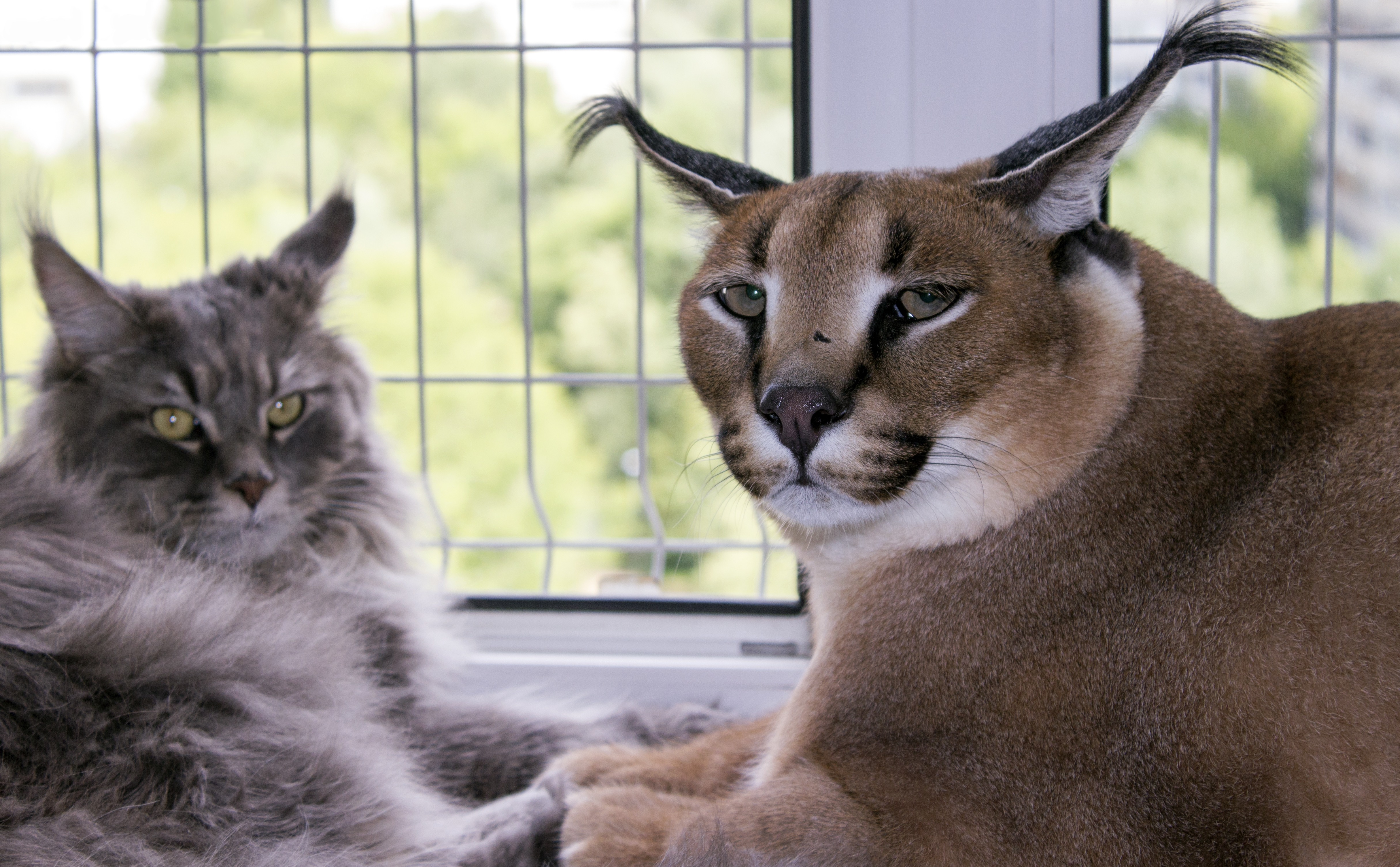
گوشا همراه با جاستین

بیگ فلوپا (انگلیسی: Big Floppa؛ روسی: Большой Шлёпа) یا فلوپا، یک میم اینترنتی بر اساس یک سیاه‌گوش به نام گوشا (انگلیسی: Gosha; روسی: Гоша) است.

## زندگی شخصی
گوشا در ۲۱ دسامبر ۲۰۱۷ در کیف، اوکراین به دنیا آمد. در آوریل ۲۰۱۸، او توسط آندری بوندارف و النا بونداروا، به فرزندی پذیرفته شد و سپس به مسکو نقل مکان کرد. آندری و النا همچنین صاحب یک گربهٔ خانگی به نام جاستین هستند که ۴ سال از گوشا بزرگتر است و با او در اتاق مشترک زندگی می‌کند.